# 弗蘭肯霍夫訥湖

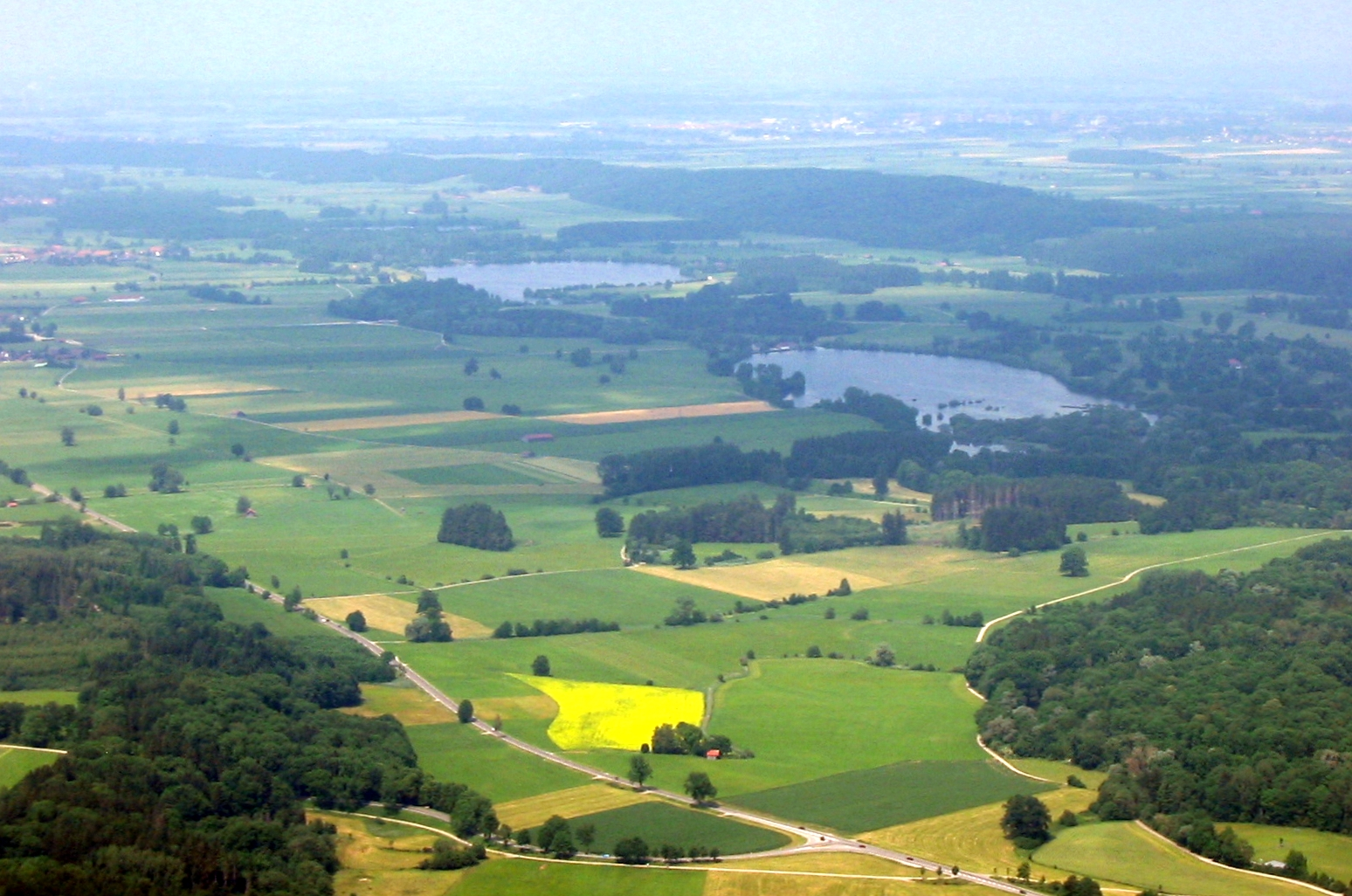

47°58′30″N 10°38′30″E / 47.97500°N 10.64167°E
弗蘭肯霍夫訥湖（德語：Frankenhofner See），是德國的湖泊，位於該國東南部，由巴伐利亞州負責管轄，處於下阿爾高縣，長1.1公里、寬0.5公里，面積0.05平方公里，海拔高度633米，水體容量9萬立方米，湖岸線長度3公里。